# Thomas Rabe (Manager)

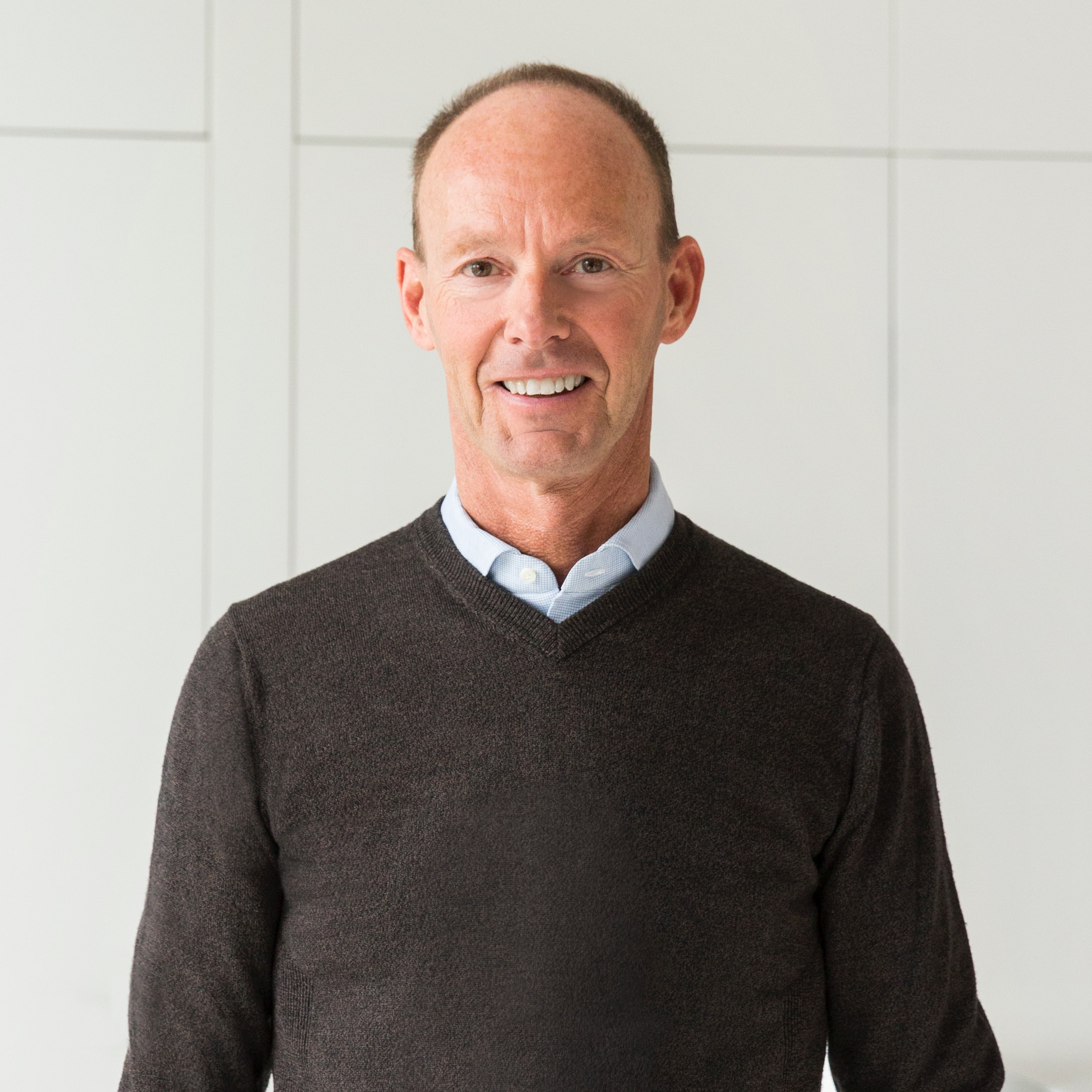
Thomas Rabe (2022)

Thomas Rabe (* 6. August 1965 in Luxemburg) ist ein deutscher Manager. Er wurde 2006 in den Vorstand von Bertelsmann berufen, dessen Vorsitzender er seit 2012 ist. Unter seiner Führung wurde der Konzern internationaler, digitaler und breiter aufgestellt. Er forcierte insbesondere das Geschäft mit Buchverlags- und Musikrechten und den Bildungsbereich. 2019 übernahm er zusätzlich die Position des Chief Executive Officer der RTL Group. Seit 2022 ist er auch Vorsitzender der Geschäftsführung von RTL Deutschland. Seit 2020 ist er zudem Aufsichtsratsvorsitzender bei Adidas.

## Herkunft
Rabe wurde 1965 in Luxemburg geboren und wuchs in Brüssel auf. Dort arbeitete sein Vater ab 1968 als Beamter bei der Europäischen Gemeinschaft für Kohle und Stahl. Er besuchte die Europäische Schule und war als Jugendlicher Bassist einer Punkband. Nach dem Abitur studierte Rabe bis 1989 Wirtschaftswissenschaften an der Rheinisch-Westfälischen Technischen Hochschule Aachen (RWTH Aachen) und der Universität zu Köln. 1995 promovierte der Diplom-Kaufmann über die „Liberalisierung und Deregulierung im Europäischen Binnenmarkt für Versicherungen“.
Rabe spricht Deutsch, Englisch, Französisch, Niederländisch und Spanisch. Er lebt in Gütersloh und Berlin und ist mit einer Ärztin verheiratet. Das Paar sammelt moderne Kunst und hat 2015 die Villa Nouvelle Maison in Tervuren bei Brüssel erworben. Es handelt sich um ein ehemaliges Wohnhaus von Henry van de Velde.
Er ist Mitglied der katholischen Studentenverbindung AV Hansea (Berlin) Köln.

## Karriere
Seinen Einstieg ins Berufsleben hatte Rabe bei der Europäischen Kommission in Brüssel. Hier war er ab 1989 für die Generaldirektion Finanzinstitutionen und Gesellschaftsrecht tätig. Ein Jahr später wechselte er mit seinem Vorgesetzten zur Anwaltskanzlei Forrester, Norall & Sutton, die heute zu White & Case gehört. Dort betreute er Klienten aus der Europäischen Union, den Vereinigten Staaten und Japan. 1991 wurde Rabe bei der Treuhand in Berlin angestellt. Im Rahmen dieser Tätigkeit war er unter anderem mit der Privatisierung der Vermögenswerte des Ministeriums für Staatssicherheit und der Nationalen Volksarmee befasst. 1993 stieg er zum Abteilungsleiter Controlling auf. Anschließend wirkte Rabe als Leiter Akquisitionen bei der Beteiligungsgesellschaft Neue Länder des Bundesverbands deutscher Banken daran mit, 400 Millionen Mark in ostdeutsche Unternehmen zu investieren. Nach seiner Promotion verpflichtete sich Rabe 1996 als Büroleiter des Vorstandsvorsitzenden des Luxemburger Finanzdienstleisters Cedel International. Er hatte dort weitere Positionen inne, bevor er 1998 zum Chief Financial Officer ernannt wurde. In den folgenden Jahren bereitete er die Fusion von Cedel International mit Deutsche Börse Clearing zu Clearstream vor.
2000 wechselte Rabe als Finanzvorstand zur RTL Group. Dort war er zusätzlich für Strategie und das Luxemburger Fernseh- und Radiogeschäft verantwortlich. Fünf Jahre später holte ihn schließlich Bertelsmann nach Gütersloh. Rabe wurde zum 1. Januar 2006 zum Finanzvorstand berufen. Gleichzeitig war er bis 2008 für die Bertelsmann Music Group verantwortlich. Zudem handelte Rabe unter anderem den Rückkauf der Anteile von Groupe Bruxelles Lambert aus, der einen Börsengang von Bertelsmann verhinderte. Außerdem gründete der Konzern mit Bertelsmann Digital Media Investments einen eigenen Investmentfonds. Später organisierte Rabe die Rückkehr von Bertelsmann ins Musikgeschäft. Dass er Kohlberg Kravis Roberts & Co. an BMG Rights Management beteiligte, galt als wichtige Entscheidung für die weitere Entwicklung.
Rabe wurde zeitweise als künftiger Vorstandsvorsitzender des Medienkonzerns ProSiebenSat.1 Media und der Investmentholding Franz Haniel & Cie. gehandelt, blieb letztendlich aber bei Bertelsmann. Nachdem Hartmut Ostrowski 2011 seinen Rückzug von der Vorstandsspitze erklärt hatte, wurde Rabe mit Wirkung zum 1. Januar 2012 zu seinem Nachfolger bestimmt. Mit der Berufung leitete Bertelsmann einen Strategiewechsel hin zu stärkerem Wachstum ein. Unter der neuen Führung expandierte Bertelsmann verstärkt nach Brasilien, China und Indien. Sichtbares Zeichen ist die Gründung des Unternehmensbereich Bertelsmann Investments. Außerdem gelang Rabe der Zusammenschluss von Penguin Books mit Random House zum weltgrößten Buchverlag sowie der Kauf der verbleibenden Anteile von Gruner + Jahr. Er baute den Bildungsbereich zu einer weiteren Säule des Geschäfts aus, die heute unter dem Namen Bertelsmann Education Group operiert. Die Druckereien führte er in der Bertelsmann Printing Group zusammen.
Rabes Vertrag als Vorstandsvorsitzender von Bertelsmann läuft bis 2026. Zudem ist er Chief Executive Officer der RTL Group, Vorsitzender der Geschäftsführung von RTL Deutschland und hat einen Sitz im Board of Directors von Penguin Random House. Rabe war Aufsichtsratsvorsitzender von Symrise und ist seit 2020 Aufsichtsratsvorsitzender von Adidas. 2022 wurde er zum Vorsitzenden des Universitätsrats der Bauhaus-Universität Weimar gewählt.

### RTL Deutschland
Bei RTL Deutschland löste Rabe im Jahr 2022 Stephan Schäfer nach nur knapp einem Jahr als CEO ab. Zum damaligen Zeitpunkt sagte Rabe, er wolle maximal ein Jahr bei RTL Deutschland als CEO bleiben. Anfang 2023 nannte er als neue Frist das Ende des Jahres. Im August 2023 erklärte er schließlich bei der Präsentation der Geschäftszahlen für das erste Halbjahr, es gebe keine Suche nach einem neuen Geschäftsführer. Rabe blieb damit auf unbestimmte Zeit weiterhin Geschäftsführer bei RTL Deutschland: „Bis auf Weiteres ohne Frist heißt nicht, dass es 2025 immer noch so sein muss.“ Finanziell konnte Rabe seine Zeit bei RTL Deutschland nicht gewinnbringend nutzen: Bei der Präsentation musste er einen um zwölf Prozent niedrigeren Gewinn nennen und die Prognose für das Gesamtjahr kürzen.
In die Zeit von Rabe bei RTL Deutschland fällt zudem die Einstellung und der Verkauf von etlichen Zeitschriften bei Gruner + Jahr. Dort kündigte er im Februar 2023 die Einstellung beziehungsweise den Verkauf von 23 Zeitschriftentiteln an, 700 von 2100 Stellen würden dadurch in dem Verlagshaus fortfallen. Die Belegschaft organisierte daraufhin Protestdemonstrationen, die Chefredaktion der Zeitschrift Geo trat aus Protest zurück. Das Online-Portal Media Pioneer bezeichnete Rabe als „Totengräber“ und sein Vorgehen als „Geschichte einer Selbstverletzung“. Zu den ersten verkauften Zeitschriften gehörten unter anderem Business Punk, P.M. und Salon. Bei einer Präsentation der Geschäftszahlen des ersten Halbjahrs 2023 kündigte Rabe zudem an, dass ein Deal zu den Zeitschriften 11 Freunde und Art „demnächst“ bekannt gemacht werden solle. Nur wenige Tage später wurde allerdings klar, dass der bis dahin als größter Interessent genannte Spiegel-Verlag an einem Kauf kein Interesse mehr habe. Ebenfalls musste der Verkauf des Magazins Beef eingestellt werden, da sich kein Käufer fand. 11 Freunde wurde schließlich doch von der Spiegel-Gruppe übernommen, art blieb bei Gruner + Jahr.